# Virginie Caulier
Pour les articles homonymes, voir Caulier.
Virginie Caulier, née le 22 août 1979 à Boussu, est une cavalière belge de concours complet.

## Carrière
Elle est médaillée de bronze par équipe du Championnat d'Europe de concours complet d'équitation en 1999 et en 2009. 
Elle participe également aux Jeux olympiques d'été de 2012, sans remporter de médaille.